# Mike Dean (bassista)
Thomas Michael Dean, conosciuto come Mike Dean (24 agosto 1963), è un bassista statunitense famoso per essere attuale membro dei Corrosion of Conformity.
Mike entrò nel gruppo come cantante ma lasciò il gruppo nel 1987 per poi ritornare come bassista nel 1993.

## Discografia
- 1983 - Eye for an Eye
- 1985 - Animosity
- 1994 - Deliverance
- 1996 - Wiseblood
- 2000 - America's Volume Dealer
- 2001 - Live Volume
- 2005 - In the Arms of God
- 2012 - Corrosion of Conformity
- 2014 - IX
- 2018 - No Cross No Crown

## Video musicali
- "Albatross" (1994)
- "Wiseblood" (1996)
- "Drowning in a Daydream" (1996)
- "Stonebreaker" (2005)